# 吉木乃沙拐枣
吉木乃沙拐枣（学名：Calligonum jimunaicum）为蓼科沙拐枣属的植物，为中国的特有植物。分布于中国大陆的新疆等地，生长于海拔900米的地区，一般生于荒漠半固定沙丘，目前尚未由人工引种栽培。